# Neil Cowley
Neil Cowley (Londra, 5 novembre 1972) è un pianista e compositore britannico.
Ha formato i gruppi Fragile State, Green Nuns of the Revolution ed il Neil Cowley Trio. Con il suo trio, è apparso in Later... with Jools Holland nell'aprile 2008 ed ha vinto il BBC Jazz Award 2007 per il miglior album per Displaced. Nel 2018 ha iniziato una carriera da solista e nel 2021 ha pubblicato il suo album di debutto da solista "Hall of Mirrors"

## Biografia
Cowley è nato a Londra, in Inghilterra. Ha iniziato a suonare come pianista classico ed ha eseguito un concerto per pianoforte di Shostakovich all'età di 10 anni alla Queen Elizabeth Hall. Successivamente Cowley è diventato un tastierista per i gruppi soul e funk Mission Impossible, i Brand New Heavies, Gabrielle e Zero 7. È anche apparso come co-compositore e musicista di sessione con il gruppo jazz-rock Samuel Purdey.
Uno dei primi album fu Foxbury Rules, pubblicato sotto lo pseudonimo di Diamond Wookie.
Nel 2002 forma con Ben Mynott il duo Fragile State e nel 2006, ha pubblicato un album chiamato Soundcastles sotto il nome di Pretz.
Successivamente forma il Neil Cowley Trio. Nel 2008, il Neil Cowley Trio ha registrato le cover dei Beatles " Revolution 1 " e " Revolution 9 " per la rivista Mojo..
Il 16 settembre 2016 è stato pubblicato da Neil Cowley Trio l'album Spacebound Apes.
Nel 2012 è apparso come pianista di sessione nell'album 21 di Adele.
Nel 2013, è stato Musician in Residence per Derry, quando è stata designata come città inaugurale della cultura nel Regno Unito.
Nel 2018, Cowley ha annunciato che il trio era sciolto e che stava lavorando a un nuovo progetto solista.

## Discografia

### Come solista
Diamond Wookie
- Foxbury Rules (1997)[7]

Pretz
- Soundcastles (2006)

Neil Cowley
- Hall of Mirrors (2021)[8]

### Come leader/co-leader
Green Nuns of the Revolution
- Rock Bitch Mafia (1997)[9]

Fragile State
- Nocturnal Beats (2001)[10]
- The Facts And The Dreams (2003)
- Voices From The Dust Bowl (2004)[11]

Neil Cowley Trio
- Displaced (2006)[12]
- Loud... Louder... Stop! (2008)[13]
- Radio Silence (2010)
- The Face of Mount Molehill (2012)[14]
- Touch and Flee (2014)[15]
- Live At Montreux 2012 (2013)
- Spacebound Apes (2016)[16]
- Spacebound Tapes (2018)[17]

### Come musicista
- Adele -19 (2008)
- Stereophonics - Keep Calm and Carry On (2009)
- Adele - 21 (2011)
- Birdy - Birdy (2011)
- Professor Green - At Your Inconvenience (2011)
- Emeli Sandé - Our Version of Events (2012)
- Sam Sallon - One For The Road (2013)
- Birdy - Fire Within (2013)[18][19]